# Laura Berlin
Laura Berlin (ur. 13 marca 1990 w Berlinie) – niemiecka modelka oraz aktorka filmowa i telewizyjna.

## Wybrana filmografia
- 2009: Królewna Śnieżka (Schneewittchen) jako Królewna Śnieżka
- 2010, 2018-20: Notruf Hafenkante[1] jako Melissa Wiesenrath (gościnnie) i dr Eva Grünberg (rola powracająca)
- 2010: Niespodziewane ojcostwo (Vater aus heiterem Himmel) jako Bettina
- 2013: Czerwień rubinu (Rubinrot) jako Charlotte Montrose
- 2017-19: Einstein[1] jako Julia Weigert
- 2022: Wikingowie: Walhalla jako Emma z Normandii[1]